# Bolscheretschje
Bolscheretschje (russisch Большере́чье) ist eine Siedlung städtischen Typs in der Oblast Omsk (Russland) mit 11.271 Einwohnern (Stand 14. Oktober 2010).

## Geographie
Die Siedlung liegt im Südosten des Westsibirischen Tieflands, knapp 150 km Luftlinie nordöstlich der Oblasthauptstadt Omsk am linken Ufer des Irtysch.
Bolscheretschje ist Verwaltungszentrum des gleichnamigen Rajons Bolscheretschje.

## Geschichte
Die Geschichte der russischen Besiedlung des Gebietes begann mit der Gründung der Bauern- und Kosaken-Wehrsiedlung Takmyzkaja sloboda, etwa 15 km nördlich von Bolscheretschje, beim heutigen Dorf Takmyk, im Jahre 1682. Bis zur Errichtung der Festung Omsk 1716 war die von Siedlern aus Nordrussland (Pomorje, Weliki Ustjug, vom Mesen) errichtete Siedlung die südlichste russische Siedlung im Irtyschgebiet.
1705/06 wurden die hölzernen Befestigungsanlagen flussaufwärts etwa an die Stelle des heutigen Ortes verlegt. Im Zusammenhang mit einem Umbau 1741 wurde der Ort erstmals als Bolscherezki forpost („Bolscherezker Vorposten“) erwähnt (von russisch Bolschaja retschka für Großer Bach, einen hier von in den Irtysch mündendes Gewässer).  Mit der Errichtung einer südlich von Omsk verlaufenden Verteidigungslinie entlang der damaligen Grenze des Russischen Reiches zu den noch nicht kolonialisierten Steppengebieten des heutigen Kasachstan in den 1750er-Jahren verlor der Ort seine strategische Bedeutung und wurde normales Bauerndorf.
Im Rahmen einer Verwaltungsreform wurde Bolscheretschje 1924 Verwaltungszentrum eines Rajons. 1960 erhielt sie unter dem heutigen Namen des Status einer Siedlung städtischen Typs.

### Bevölkerungsentwicklung
| Jahr | Einwohner |
| ---- | --------- |
| 1782 | 421       |
| 1913 | 718       |
| 1939 | 4.053     |
| 1959 | 6.092     |
| 1970 | 7.999     |
| 1979 | 9.506     |
| 1989 | 12.477    |
| 2002 | 12.361    |
| 2010 | 11.271    |

Anmerkung: ab 1939 Volkszählungsdaten

## Kultur und Sehenswürdigkeiten
In Bolscheretschje ist auf Grundlage einer Vielzahl gut erhaltener, vorwiegend hölzerner Wohn- und Wirtschaftsgebäude aus dem 19. und beginnenden 20. Jahrhundert das Freilichtmuseum Starina Sibirskaja („Sibirisches Altertum“) entstanden.
Seit 1959 gibt es in Bolscheretschje zudem ein Historisches und Heimatmuseum, seit 1986 auch eine Gemäldegalerie, in der wechselnde Ausstellungen gezeigt werden.
Im südlichen Teil des Rajons, etwa 40 km von Bolscheretschje entfernt, liegt zwischen den Dörfern Borowjanka, Rostowka und Ingaly der Nationale Archäologische und Naturpark Batakowo, in dem sich bedeutende Fundstätten von Siedlungen und Gräbern aus verschiedenen Epochen befinden, insbesondere der eisenzeitlichen Sargat-Kultur. Daneben gibt es im Park eine reiche Flora mit 395 Arten höherer Pflanzen, darunter 33 seltenen oder vom Aussterben bedrohten.

### Zoo Bolscheretschje
Außergewöhnlich ist die Existenz eines Zoos in der Siedlung, des „einzigen Dorfzoos Russland“. 1984 bei einer Schule gegründet, ist die Einrichtung seit 1987 öffentlich. Heute besuchen jährlich über 100.000 Menschen die jetzt neun Hektar große Anlage mit einem Tierbestand von mehr als 2000 Exemplaren. Zu sehen sind über 200 Tierarten aus aller Welt, darunter mehr als 30 in der „Roten Liste gefährdeter Arten“ verzeichnete, wie Sibirischer Tiger, Rothund, Fischkatze und Przewalski-Pferd. Der Zoo besitzt auch eine Aquarien- und Terrarienanlage.

## Wirtschaft und Infrastruktur
In Bolscheretschje als Zentrum eines Landwirtschaftsgebietes gibt es Betriebe der Lebensmittelindustrie, daneben Unternehmen der Bau- und Forstwirtschaft. Große Hoffnungen werden in die Entwicklung des Tourismus auf Grundlage der vorhandenen Sehenswürdigkeiten gesetzt.
Die Siedlung liegt an der Regionalstraße R392, die Omsk über Tara mit Tobolsk in der benachbarten Oblast Tjumen. Von dieser zweigt hier eine Straße über Muromzewo an der Tara nach Sedelnikowo am Ui ab.
Der Ort besitzt eine Anlegestelle am Irtysch, auf dem auch Passagierschifffahrt betrieben wird.